# Phiambolia longifolia
Phiambolia longifolia är en isörtsväxtart som beskrevs av Klak. Phiambolia longifolia ingår i släktet Phiambolia och familjen isörtsväxter. Inga underarter finns listade i Catalogue of Life.